# 本城村 (長野県)
本城村（ほんじょうむら）は、長野県東筑摩郡にあった村である。
2005年10月11日に、同郡坂井村、坂北村と対等合併し、筑北村（ちくほくむら）になった。

## 地理
松本盆地と長野盆地の中間に位置する筑北盆地の南端に位置する。
村中央部には盆地の狭い平坦地が広がるものの、北を除く三方は標高1,000 m級の山々に囲まれている。
これらの山々に端を発した各河川が盆地底に流入して北流し、隣の坂北村（現在は合併）にて麻績川に合流している。
- 山: 大沢山、大洞山、四阿屋山、虚空蔵山
- 河川: 東条川、別所川
- 湖沼:東条ダム、小仁熊ダム（富蔵ダム）

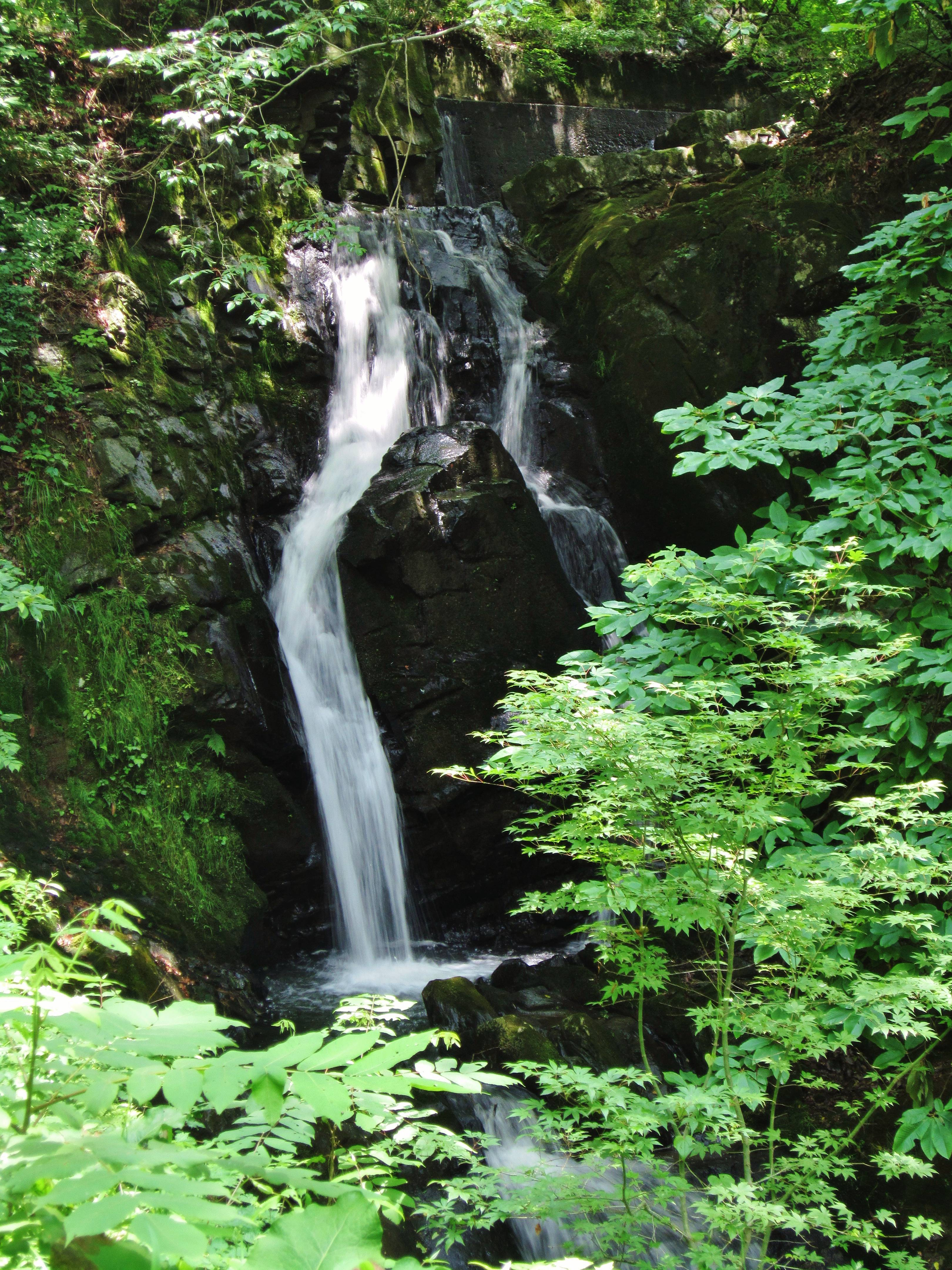
別所川・大滝
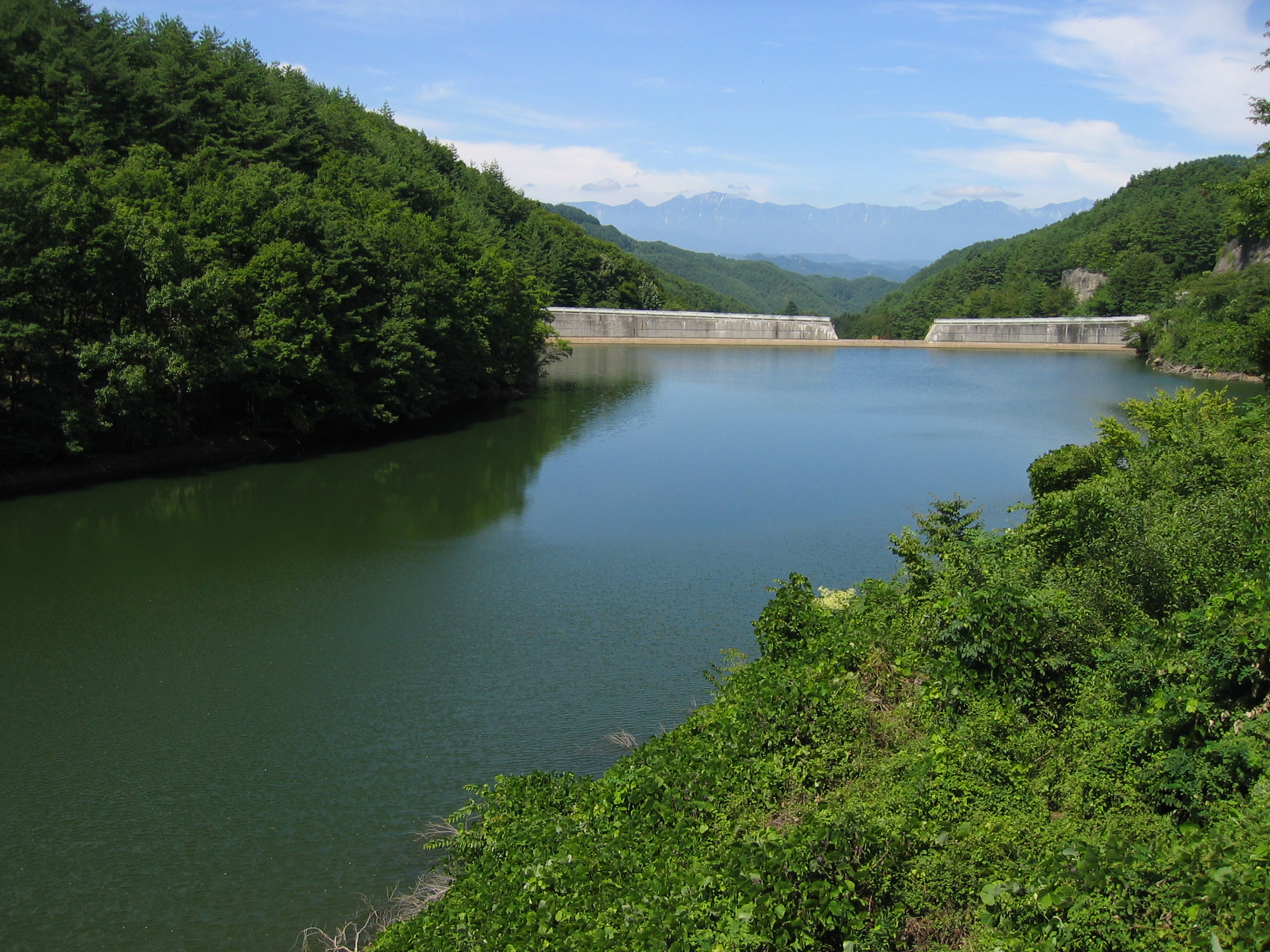
東条ダム湖
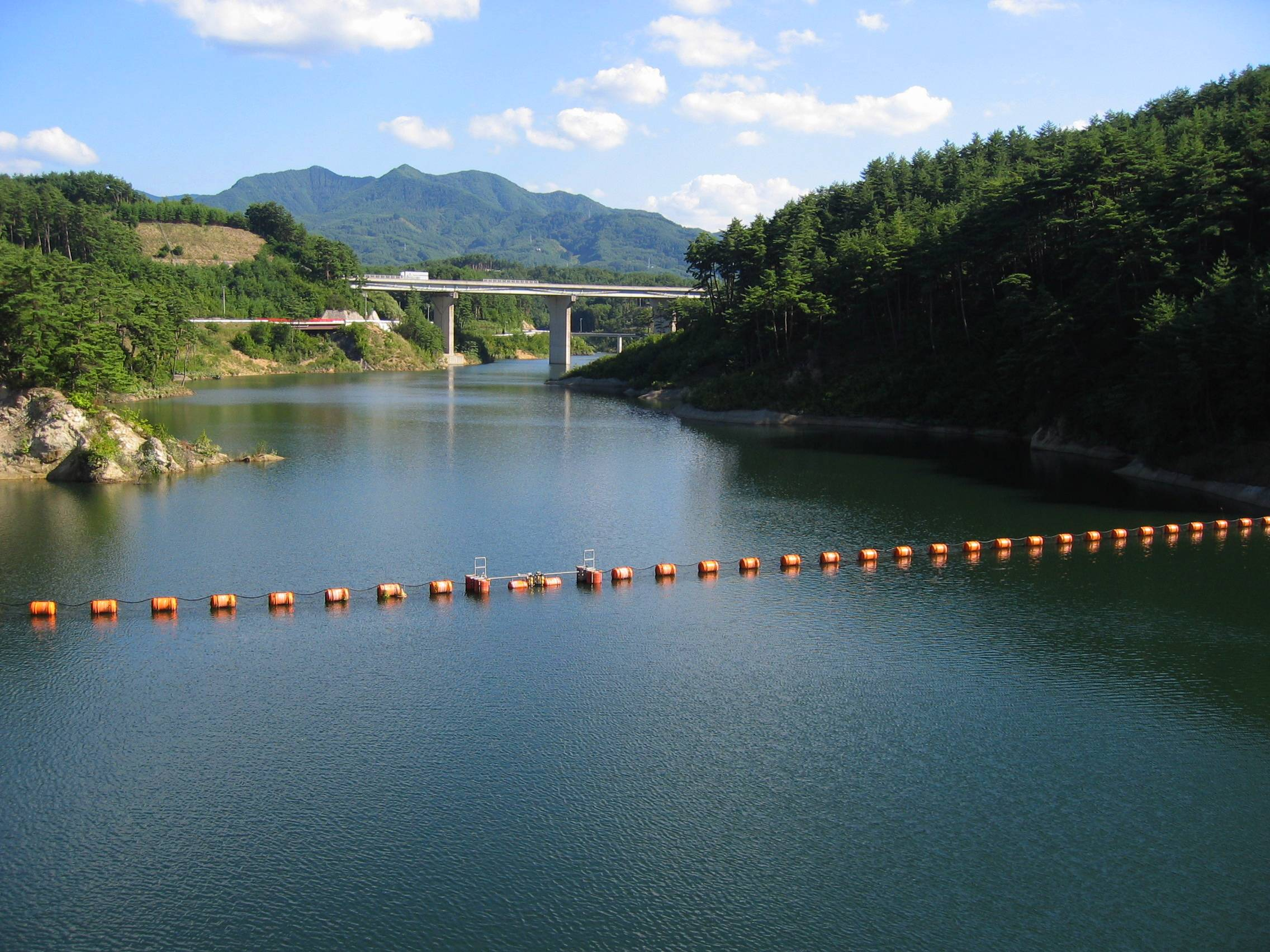
小仁熊ダム湖と長野自動車道

### 地区

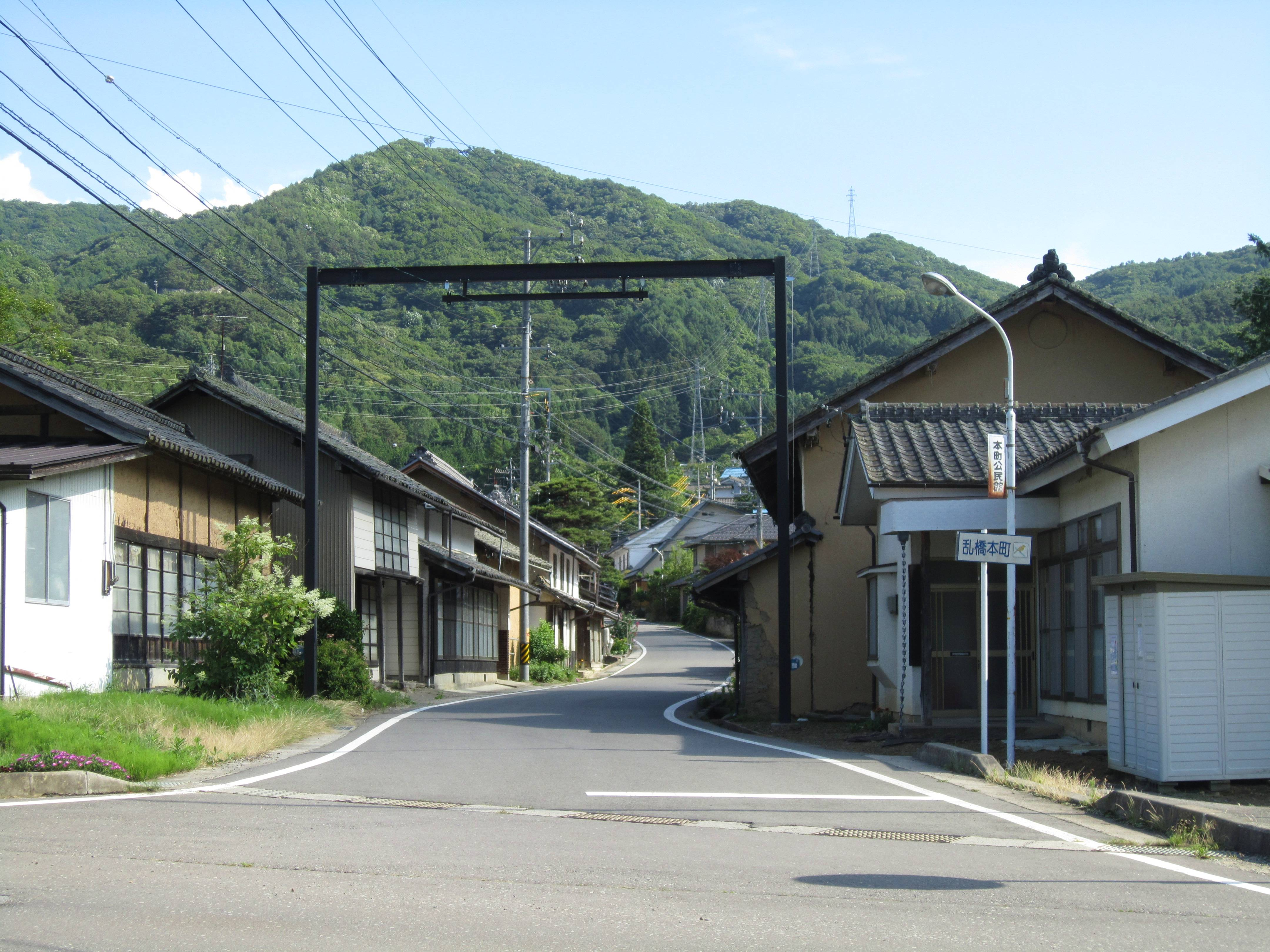
乱橋

主な集落は、中心部である西条（にしじょう）、北国西街道（善光寺西街道、善光寺街道、北国脇往還）の間の宿であった乱橋（みだれはし）、東条、岩戸、大沢、河鹿沢、小仁熊などである。

### 隣接していた自治体
- 松本市
- 安曇野市
- 小県郡 青木村
- 東筑摩郡 坂井村、坂北村

## 歴史

### 沿革
- 1889年（明治22年）4月1日 - 町村制の施行により、東条村・西条村・乱橋村・大沢新田村の区域をもって発足。
- 1952年（昭和27年）4月1日 - 中川村の一部（会吉新田のうち河鹿沢）を編入。
- 2005年（平成17年）10月11日 - 坂井村・坂北村と合併して筑北村が発足。同日本城村廃止。

## 行政
- 本城村役場：大字西条4195[1]

## 経済

### 産業

#### 特産品
- ふさすぐりジャム
- ひまわり油

## 地域

### 生活
- 本城村公民館（大字西条3443）[1]

### 教育
- 坂北村本城村組合聖南中学校
- 本城村立本城小学校 - 筑北村立本城小学校を経て筑北村立坂北小学校と統合、筑北村立筑北小学校開校に伴い本城小学校廃校。跡地は日本ウェルネス長野高等学校となっている。
- 本城村教育委員会（本城村公民館内）[1]

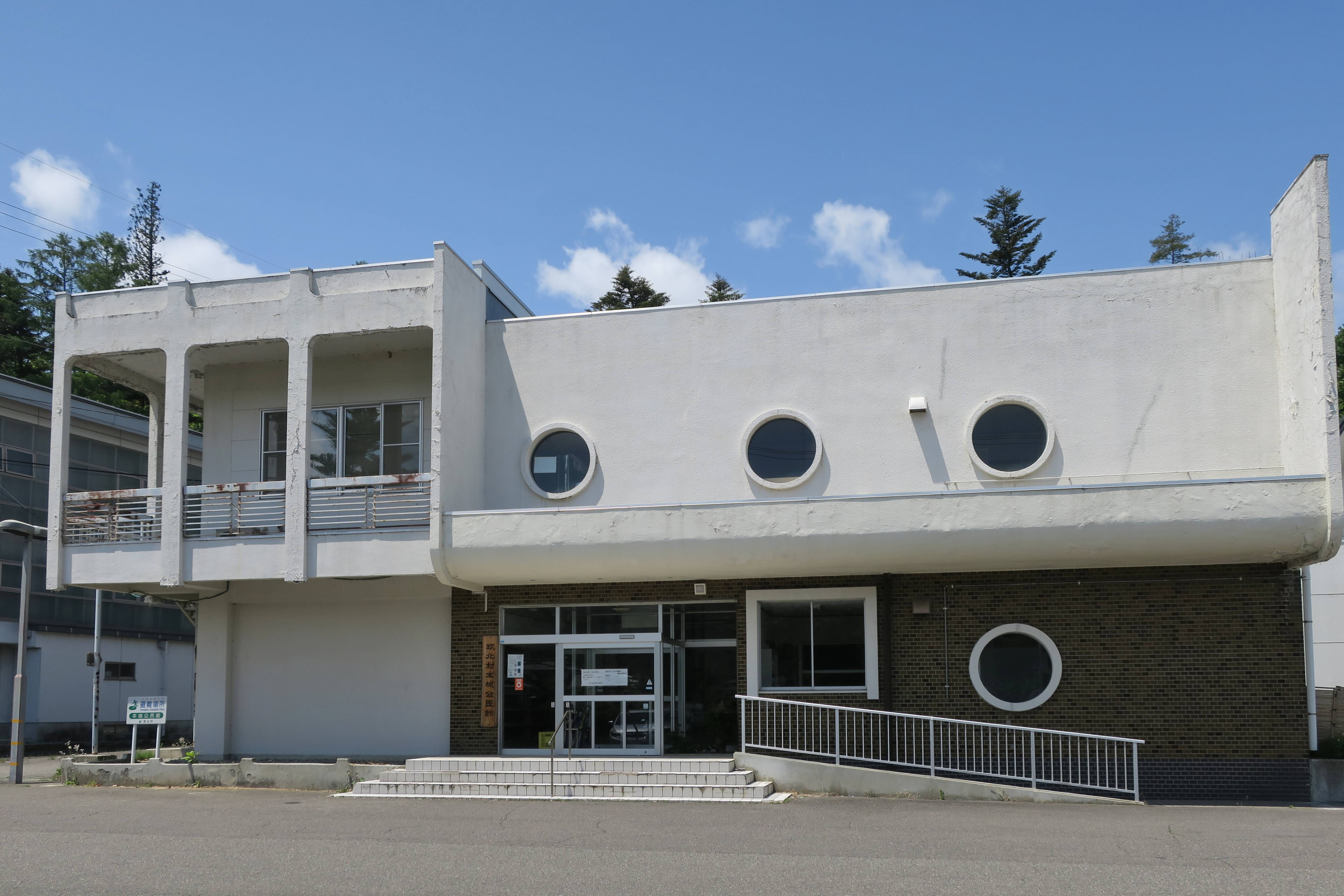
本城公民館
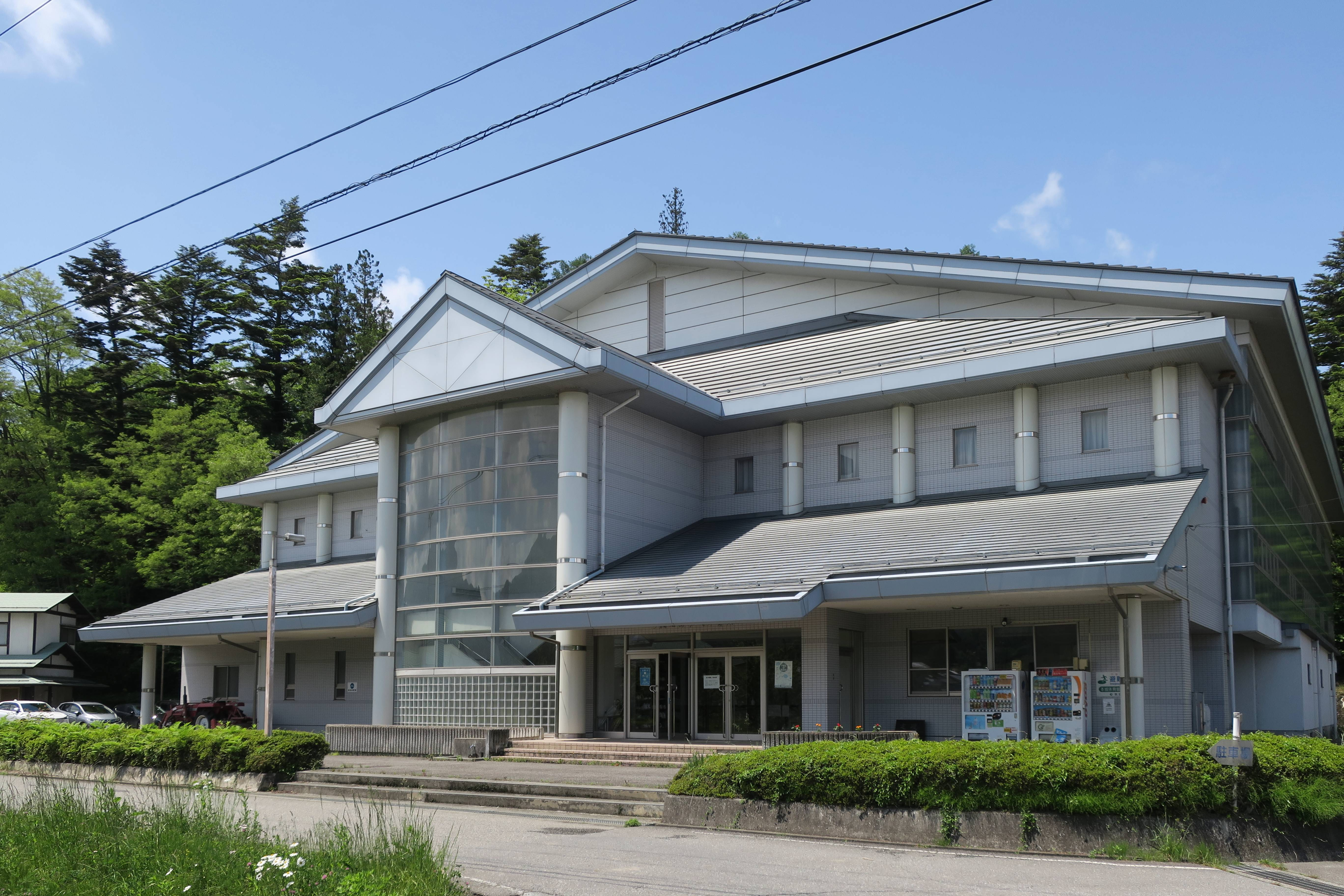
本城体育館

## 交通

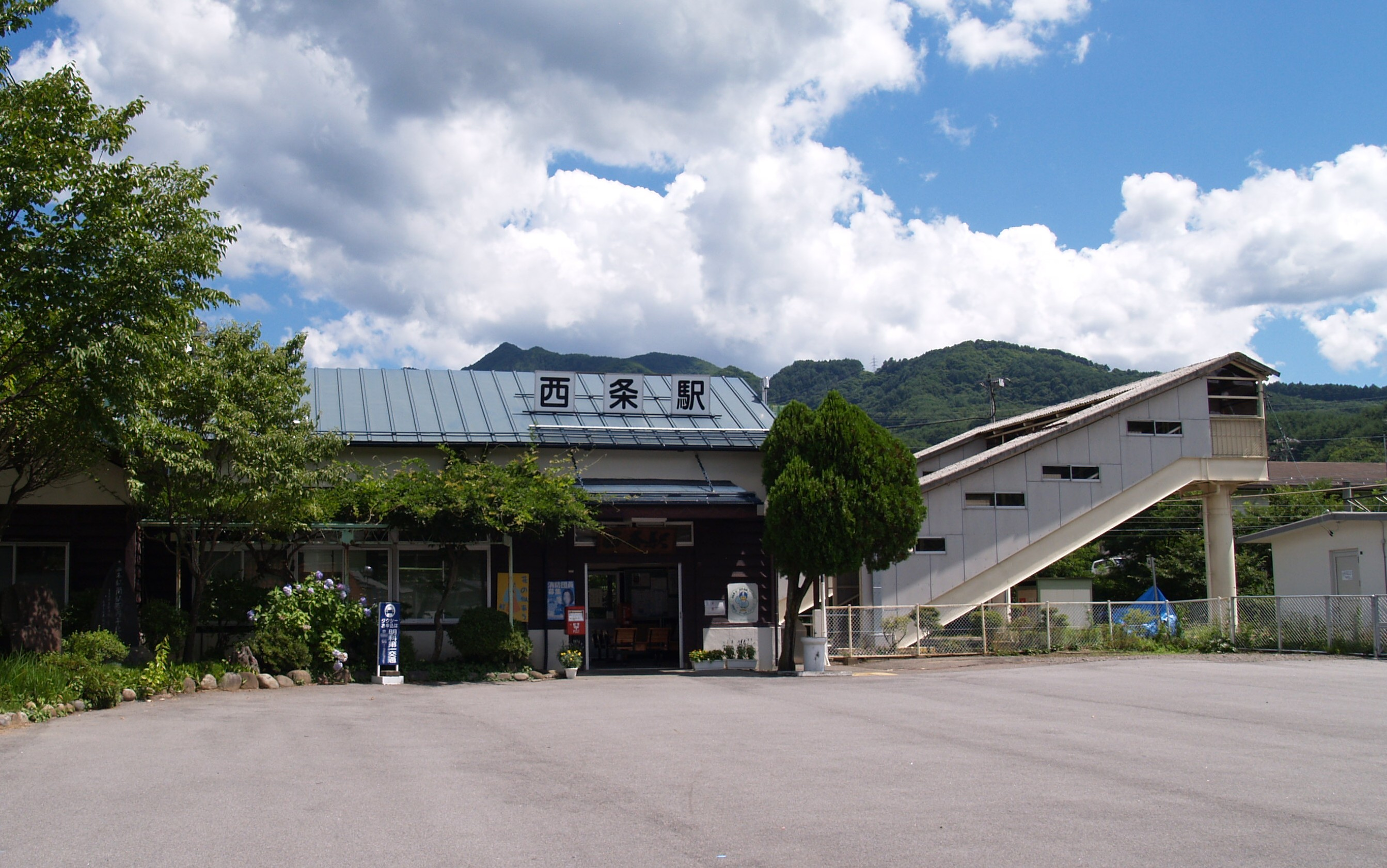
西条駅（2010年撮影）

### 鉄道
東日本旅客鉄道
篠ノ井線：西条駅

### 道路
高速道路
長野自動車道が村内を通過するが、インターチェンジなどの施設は無い。最寄りのインターは麻績インターチェンジ。
2023年12月17日にスマートインターチェンジが開設している。
一般国道
国道143号
国道403号

## 名所・旧跡・観光スポット・祭事・催事

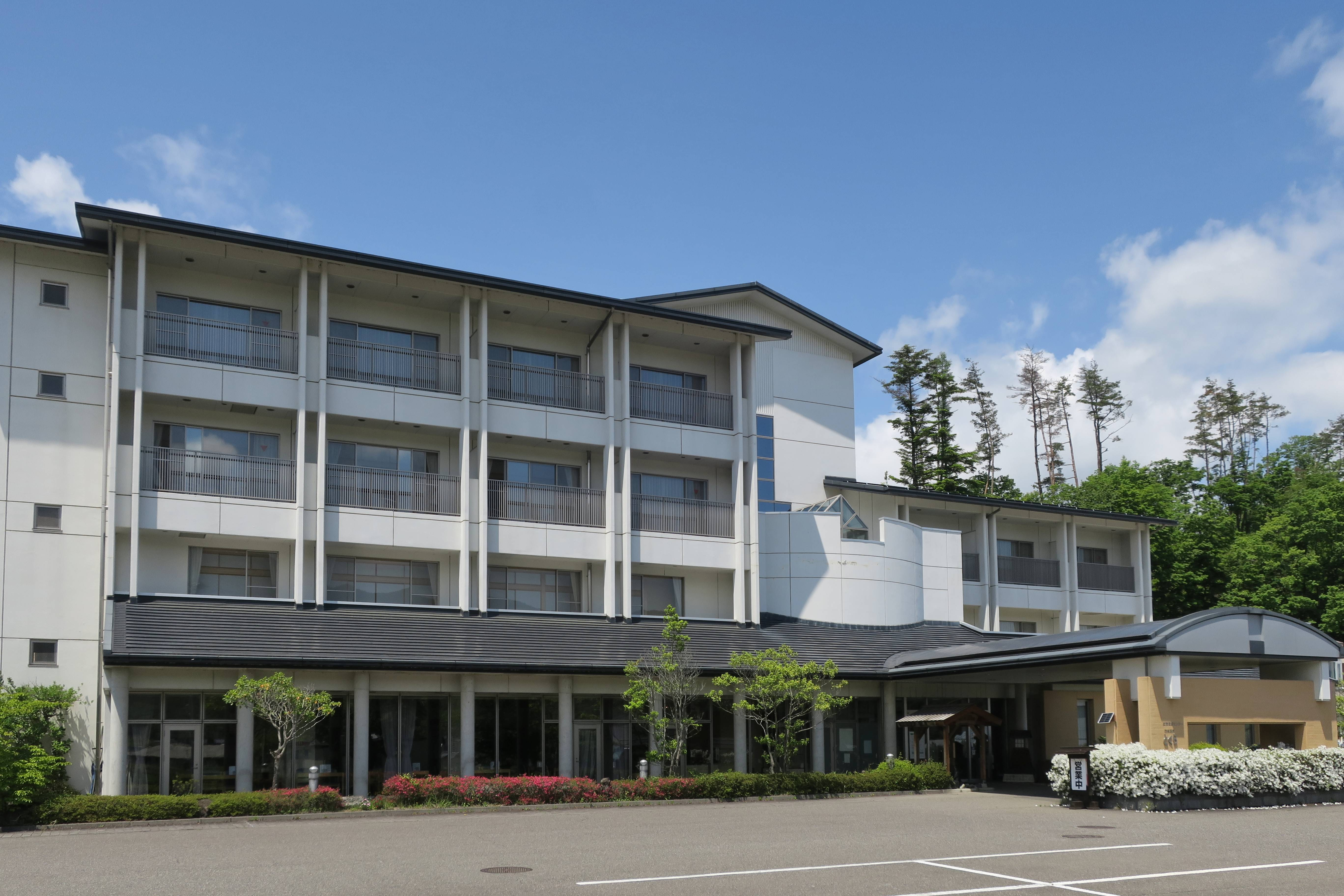
西条温泉とくら

- 関昌寺
- 白山神社
- 富蔵山
- 観音寺
- 花顔寺
- 乱橋
- 西条温泉とくら（大字西条3443）[1]
- 湯仏炭鉱跡